# Castell de Montfalcó d'Ossó
El castell de Montfalcó d'Ossó és al cim del tossal al vessant de migdia del qual s'esglaonen les cases del poble Montfalcó d'Ossó, entitat de població del municipi d'Ossó de Sió (Urgell), situat al SW de Castellnou de Montfalcó, als estreps llevantins de la serra d'Almenara. És una obra que forma part de l'Inventari del Patrimoni Arquitectònic de Catalunya.

## Història
Montfalcó fou conquerit pel comte Ermengol IV d'Urgell el 1070, i poc després s'inicià la construcció d'un castell al punt més estratègic d'un petit tossal a partir del qual s'assentaren els primers pobladors. Com era costum, el comte donà el terme a algun dels seus cavallers. La primera notícia del lloc de Montfalcó la consigna un testament de l'any 1163 pel qual, el testador Ramon Barrufell, deixà aquest indret al seu gendre Arnau de Falconera. Segons la visita canònica del bisbe d'Urgell de l'any 1515, a Montfalcó hi vivien 8 famílies i la del castlà (40 habitants).
L'antic castell fou reformat a l'inici del segle XVII; en aquesta centúria el terme pertanyia al monestir de Santa Maria de Poblet, però al segle següent passà als barons de Montbui i d'aquests, per enllaç matrimonial, als marquesos de Dosaigües, el llinatge dels quals posseí l'indret fins a l'abolició dels senyorius jurisdiccionals al segle xix.

## Arquitectura
Al costat oest de les restes del castell d'època moderna hom veu una torre de l'antiga fortalesa medieval. És de planta quadrada i els costats, a l'exterior, fan uns 4 m de llarg. El gruix de les parets és d'1,15 m. S'han conservat sobretot les parets de l'W i del N i un fragment de la meridional. L'alçada que en resta és d'uns 6 m; Es veu el pis inferior i el començament del principal. El compartiment inferior era tancat, a uns 3 m, per una volta, segurament de canó que descansava als costats est i oest (aquest darrer és l'únic parcialment conservat). Els murs exteriors estan fets amb carreus de pedra ben tallats i escairats, de mida mitjana (15 cm X 30 cm, per exemple) i col·locats en filades regulars. A la base, però, els carreus són més desiguals, pedres de 40 cm X 90 cm barrejades amb altres de molt estretes i quadrades. A l'interior del mur hi ha un reble, format per pedres i morter de calç. Cal assenyalar que les primeres set filades de carreus, fetes amb pedres més grans o més quadrades, podrien pertànyer a una construcció anterior a la resta de la torre. A la façana del costat nord hi ha un espiell, i al primer pis, una finestra d'època moderna. També és visible una espitllera a l'altre mur conservat a l'oest.
La datació del conjunt de la torre es pot establir el segle xii o ja al segle xiii amb l'interrogant de la base de la torre que podria correspondre a un edifici més antic. Pel que fa al castell, se'n conserva la façana septentrional, que es caracteritza per una porta adovellada i una estructura amb dues obertures quadrangulars que s'uneix a la torre primitiva. Els seus elements estructurals fan pensar en una construcció del segle xvii.